# Gantofta
Gantofta is een plaats in de gemeente Helsingborg in de provincie Skåne län en het landschap Skåne, dit zijn de zuidelijkste provincie en landschap van Zweden. De plaats heeft 1387 inwoners (2005) en een oppervlakte van 91 hectare.

## Verkeer en vervoer
Bij de plaats loopt de E6/E20.
De plaats heeft een station aan de spoorlijn Rååbanan.